# Video
Video este tehnologia de captare, înregistrare, procesare, depozitare, transmitere și reconstrucție electronică a unei secvențe de imagini reprezentând scene în mișcare.

## Istoric
Primul aparat de înregistrare video (VCR) a fost fabricat de firma Sony în anul 1969. Aparatele VCR înregistrează semnale provenind de la antene TV, antene parabolice, cabluri sau camere video pe o bandă magnetică. Unii amatori de jocuri video se joacă cu videodiscuri. 
La început s-au fabricat filme mute, folosindu-se bobine de filme fotografice, care trebuiau developate înainte de a fi redate cu un proiector. Sistemele video timpurii foloseau o cameră TV mare, conectată la un VCR greu. Ele au fost înlocuite în anul 1980, o dată cu inventarea camerei video portabile, cu un înregistrator încorporat.

## Componente Cheie

### Camere video
Camerele video moderne sunt echipate cu senzori de înaltă rezoluție, capabile să captureze imagini clare și detaliate. Tehnologii precum senzorii CMOS și CCD au revoluționat acest domeniu, oferind performanțe superioare în condiții variate de iluminare.

### Procesoare de imagine
Procesoarele de imagine sunt esențiale pentru prelucrarea datelor captate de camerele video. Acestea asigură corectarea culorilor, reducerea zgomotului și îmbunătățirea clarității imaginilor.

### Codare video
Codarea video transformă datele brute în formate comprimate pentru stocare și transmitere eficientă. Standarde precum H.264, H.265 (HEVC) și VP9 sunt larg adoptate în industrie.

### Ecrane și dispozitive de redare
Ecranele moderne, precum televizoarele, monitoarele și dispozitivele mobile, utilizează tehnologii precum OLED și QLED pentru a oferi imagini de înaltă calitate. Dispozitivele de redare, cum ar fi playerele multimedia și platformele de streaming, completează experiența de vizionare.

## Evoluții Recente

### Rezoluție ultra-înaltă (UHD) și 4K
Standardele de rezoluție au crescut semnificativ, aducând tehnologii precum Ultra HD și 4K, oferind imagini extrem de detaliate și vii.

### Realitate virtuală (RV) și realitate augmentată (RA)
Integrarea tehnologiilor video în realitatea virtuală și augmentată a deschis noi orizonturi în experiența de vizionare, permitând utilizatorilor să se imerseze în lumi virtuale.

### Streaming video
Platformele de streaming au devenit omniprezente, permițând utilizatorilor să acceseze conținut video de oriunde, oricând. Servicii precum Netflix, YouTube și Hulu au schimbat modul în care consumăm conținut video.

## Provocări și perspective viitoare
Cu toate aceste evoluții, industria video se confruntă și cu provocări, cum ar fi gestionarea volumelor masive de date video și asigurarea securității acestora. În viitor, tehnologii precum inteligența artificială și rețelele 5G vor continua să influențeze și să îmbunătățească tehnologia video.
Tehnologia video reprezintă astăzi un element central în viața noastră cotidiană, având un impact semnificativ asupra divertismentului, comunicării și educației.